# Pacios (Baralla)
Pacios (llamada oficialmente Santa María de Pacios) es una parroquia y una aldea española del municipio de Baralla, en la provincia de Lugo, Galicia.

## Organización territorial
La parroquia está formada por siete entidades de población:
- Airexe
- Ansareo
- Espiña
- Lamas (Lamas de Pacios)
- Mazaílle
- Pacios
- Valiña (A Valiña)

## Demografía

### Parroquia
| Gráfica de evolución demográfica de Pacios (parroquia) entre 2000 y 2019 |
|                                                                          |
| Datos según el nomenclátor publicado por el INE.                         |

### Aldea
| Gráfica de evolución demográfica de Pacios (aldea) entre 2000 y 2019 |
|                                                                      |
| Datos según el nomenclátor publicado por el INE.                     |